# ميشيل ألبرت
ميشيل ألبرت (بالفرنسية: Michel Albert)‏ هو اقتصادي فرنسي، ولد في 25 فبراير 1930 في Fontenay-le-Comte ‏ في فرنسا، وتوفي في 19 مارس 2015 في باريس في فرنسا.